# (2826) Ahti
Pour les articles homonymes, voir Ahti.
(2826) Ahti est un astéroïde de la ceinture principale.

## Description
(2826) Ahti est un astéroïde de la ceinture principale. Il fut découvert le 18 octobre 1939 à Turku par Yrjö Väisälä. Il présente une orbite caractérisée par un demi-grand axe de 3,22 UA, une excentricité de 0,05 et une inclinaison de 15,5° par rapport à l'écliptique.

## Compléments